# Thranius multinotatus signatus
Thranius multinotatus signatus es una subespecie de escarabajo longicornio del género Thranius, tribu Thraniini, subfamilia Cerambycinae. Fue descrita científicamente por Schwarzer en 1925.

## Descripción
Mide 18-20 milímetros de longitud.

## Distribución
Se distribuye por China y Vietnam.